# Matteo Pescatore
Matteo Pescatore (San Giorgio Canavese, 21 novembre 1810 – Reaglie, 8 agosto 1879) è stato un giurista, magistrato e politico italiano.

## Biografia
Dopo la laurea in diritto, entrò in magistratura, ma lasciò presto la carriera, per dedicarsi interamente all'insegnamento di filosofia del diritto, all'Università di Torino e alla scrittura dei suoi testi. Fu eletto deputato nel 1848 e rieletto per varie legislature. Divenne senatore del Regno il 6 novembre 1873.
Ha pubblicato Diritto giudiziario (1851), La logica del diritto (1863) - opera cui è legata la sua notorietà - Esposizione compendiosa della procedura civile e criminale (1864-1865), La logica delle imposte (1867), Filosofia e dottrine giuridiche (1874), in cui espose la sua teoria filosofica-razionale del diritto che, a suo parere, deve sempre prevalere su considerazioni di esegetica.

## Onorificenze

### Memoria
La città di Torino gli ha dedicato una via. Presso la segreteria dell'Università degli studi di Torino, in via Po, è presente una statua a lui dedicata.